# Hasshaku-Sama
Hasshaku-Sama (jap. 八尺様) – japońska legenda miejska dotycząca wysokiej na 8 stóp (około 240 cm) kobiecie uprowadzającej bezbronne ofiary, najczęściej dzieci. Kobieta ta ukazuje się szczególnie na terenach wiejskich Japonii. Jej przydomek Hasshaku-sama, można przetłumaczyć jako „kobieta wzrostu 8 stóp”.

## Legenda
Według legendy Hasshaku-sama ukazuje się ludziom, którzy samotnie spacerują po opuszczonych drogach, szczególnie na obszarach wiejskich w nocy. Opisywana jest jako posiadająca długie czarne włosy oraz suknię. Mówi się, że jej wzrost wynosi około ośmiu stóp, co czyni ją znacznie wyższą od przeciętnego człowieka.
Przypuszcza się, że Hasshaku-sama celuje w ludzi samotnych i bezbronnych, takich jak dzieci lub kobiety spacerujące samotnie w nocy. Mówi się, że podchodzi do swoich ofiar od tyłu, stukając je po ramieniu lub wołając ich imiona.
Zgodnie z legendą, ci, którzy spotykają Hasshaku-sama, nigdy nie są tacy sami. Niektórzy zgłaszają, że po jej spotkaniu czują się źle lub mdleją, inni zaś twierdzą, że zostali przez nią fizycznie zaatakowani. Niektórzy ludzie wierzą nawet, że ci, którzy spotykają Hasshaku-sama, są przeklęci i w przyszłości będą cierpieć z powodu nieszczęścia lub choroby.

## Wygląd
Jak sama nazwa wskazuje, wydaje się być wysoką kobietą, mającą około 240 cm wzrostu. Jej wiek nie jest bliżej określony, może to być młoda kobieta, starsza osoba lub osoba w średnim wieku. Według badaczki zjawisk paranormalnych Shinichiro Namiki, Hasshaku-sama pojawia się w białej lub czarnej sukience i czerwonym kapeluszu, co znacznie utrudnia dokładne przyjrzenie się jej twarzy. Nawet gdy nie ma na sobie czerwonego kapelusza, zawsze nosi coś na głowie.

## Zachowanie
Kobieta wysoka na 8 stóp śmieje się dziwnym, podobnym do ludzkiego, maszynowym głosem, który przypomina „po... po... po...” następnie atakuje ludzi. Obserwuje swoje ofiary przez kilka dni, zwykle atakuje młodych ludzi, zwłaszcza dzieci. Ma możliwość swobodnej zmiany barwy swojego głosu, może zwabić wybraną osobę, brzmiąc jak ktoś, kogo znają, lub wydać dźwięk, uderzając w drzwi lub okno. W przeszłości Jizō zapieczętował Hasshaku-sama na określonym obszarze, ale podczas gdy jego posążek został przez kogoś zniszczony, Hasshaku-sama odzyskała swobodę pojawiania się w dowolnym miejscu.

## Środki zaradcze
Mówi się, że środkiem zaradczym jest noszenie talizmanu, zamknięcie się w pokoju wypełnionym solą w czterech rogach do godziny 7:00 rano i modlenie się do Bogów bądź Buddy.

## Reakcja
Hasshaku-sama stała się gorącym tematem w Internecie wraz z przedmiotem „Kotoribako” i postacią „Yamanoke” jako opowieść okultystyczna i temat horrorów.

## Kultura popularna i media
Postać Hasshaku-sama stała się popularna wśród ilustratorów mang. Mangi i ilustracje dotyczące Hasshaku-sama widoczne w mediach społecznościowych i w sieci są często przesadzone, można w nich zaobserwować, że postać wysoka na 8 stóp mówi wyłącznie słowo „po”, ale jak wspomniano powyżej, Hasshaku-sama może mówić, naśladując głosy innych ludzi. Hasshaku-sama pojawia się między innymi w anime „Ura Sekai Picnic”, kinowej wersji „Hontou ni Mita Haiwa Hanashi Monogatari — Accidental Property Geisha 3 - The Movie” oraz w grze komputerowej „Silent Playhouse Residence”. Uważa się, że Alcina Dimitrescu, która pojawia się w Resident Evil Village, została zainspirowana przez Hasshaku-sama.